# Avarua
Avarua é uma cidade na Ilha de Rarotonga, principal cidade e a capital das Ilhas Cook.

## Geografia
Avarua está localizada na principal ilha do país e esta no nível do mar (altitude 0), abaixo dos picos de Rarotonga (altitude de 208 m ou 682 pés). A cidade possui a melhor infraestrutura das ilhas, com o Aeroporto Internacional de Rarotonga e o Porto de Avatiu.

## Economia
Avarua tem como principal fonte de renda e atividade econômica, o turismo com um aumento gradual de chegadas de turistas internacionais na ultima década, devido a melhoria da sua infraestrutura, de estradas e aeroporto.